# Диохенес Домингес
Диохенес Домингес (рођен 1902. — непознат датум смрти) је парагвајски фудбалски нападач који је играо за Парагвај на ФИФА-ином светском првенству 1930.
Играо је и за Клуб Спортиво Лукењо.